# Franz Xaver Ribler
Franz Xaver Ribler (* 1783 in Zillenhausen bei Augsburg; † 10. Januar 1862 in Hechingen) war ein deutscher Hofrat und Abgeordneter der Hechinger Landesdeputation.

## Leben
Ribler kam am Ende des 18. Jahrhunderts als Handlungsgehilfe nach Hechingen. Dort wurde er Lehrer an der Stadtschule. Später wurde er Schulinspektor, Druckereibesitzer, Redakteur, Buchhändler und fürstlicher Hofrat. Er war 1829 der Herausgeber der ersten Zeitung in Hechingen. Die Stadt Hechingen verlieh ihm als Auszeichnung für seine Verdienste um das Schulwesens einen silbernen Becher.
Seitz war seit 1835 Mitglied der Hechinger Landesdeputation, des Landtags des Fürstentums Hohenzollern-Hechingen. Er wurde 1835 in einer Nachwahl im Wahlbezirk der Stadt Hechingen gewählt, nachdem der eigentlich gewählte Kaufmann Anton Carry das Mandat nicht angenommen hatte.